# Parapholiinae
Parapholiinae, podtribus trava smješten u tribus Poeae.
Sastoji se od 7 rodova. Rod Catapodium ponekad se uključuje u rod Desmazeria. Hrvatski botaničar Toni Nikolić rod Desmazeria naziva ljuljolika, dok Josip Karavla imenom ljuljolika naziva rod Catapodium, a rod Desmazeria, kroatiziranim nazivom desmazerija.

## Rodovi
1. Sphenopus Trin. (2 spp.)
2. Agropyropsis (Batt. & Trab.) A.Camus (1 sp.)
3. Cutandia Willk. (6 spp.)
4. Catapodium Link (6 spp.); ljuljolika
5. Desmazeria Dumort. (4 spp.); ljuljolika, desmazerija
6. Parapholis C.E.Hubb. (7 spp.)
7. Vulpiella (Batt. & Trab.) Burollet (2 spp.)